# Шитуф
Шиту́ф или шитту́ф (ивр. שִׁתּוּף‎, букв. «компаньонство», «образ, присоединяемый к Богу») — поклонение истинному Богу вместе с «дополнительными», термин, используемый в еврейских источниках для обозначения поклонения Богу Израиля таким образом, который иудаизм не считает монотеистическим.
В авторитетной раввинистической литературе нет единого мнения, считать ли христианство с его тринитарной и христологической догматикой, разработанной в IV веке, идолопоклонством (язычеством) или же шитуфом — приемлемой (для неевреев) формой монотеизма.